# Marsel Fanisowitsch Scharipow
Marsel Fanisowitsch Scharipow (russisch Марсель Фанизович Шарипов; * 18. April 1985 in Tschaikowski, Region Perm) ist ein russischer Biathlet.
Marsel Scharipow hatte bislang einzig im Rahmen der Biathlon-Junioren-Weltmeisterschaften 2006 internationale Einsätze vorzuweisen. Bei den Wettkämpfen in Ufa wurde er im Crosslauf Siebter im Sprint und 13. der Verfolgung, auf Skirollern gewann er im Sprint die Bronzemedaille und wurde im Verfolgungsrennen Zweiter.
Erfolge erreichte Scharipow seitdem nur auf nationaler Ebene. Bei den Russischen Meisterschaften im Biathlon 2010 gewann er gemeinsam mit Artjom Uschakow, Wladimir Semakow und Wiktor Wassiljew für die Republik Mordowien startend den Titel als Russischer Meister mit der Staffel.